# Algol

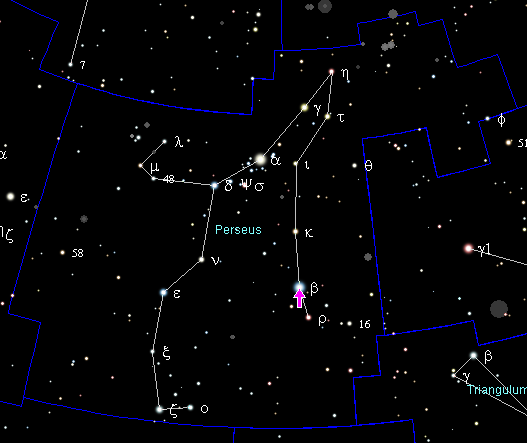
Algol

Algol, cunoscută și sub numele de Steaua Demon, este o stea strălucitoare din constelația Perseu. Acesta este una dintre cele mai cunoscute stele binare, care poate fi văzută doar la spectroscop, fiind prima stea de acest tip care a fost descoperită și una dintre primele stele variabile care urmează să fie descoperite înainte de a exploda. Sistemul stelar Algol este format din trei stele (Beta Persei A, B și C) și cea mai luminoasă este Persei A. Aceste stele se eclipsează parțial reciproc, la fiecare 2 zile, 20 ore și 49 minute timp de 10 ore.